# Hayri Sezgin
Hayri Sezgin (19. ledna 1961 – 5. května 2013) byl turecký zápasník. V roce 1984 na hrách v Los Angeles vybojoval ve volném stylu 4. místo v kategorii do 100 kg, o čtyři roky později na hrách v Soulu ve stejné kategorii vypadl ve třetím kole. Zemřel na infarkt ve věku dvaapadesáti let.